# Flintsjön
Flintsjön är en sjö i Strängnäs kommun i Södermanland och ingår i Trosaåns huvudavrinningsområde.